# Attende, Domine
Attende, Domine è un inno liturgico cristiano per il tempo di Quaresima. I temi di questo inno sono la peccaminosità dell'uomo e la misericordia di Dio, concetto teologico sottolineato durante la Quaresima. Il testo è di origine mozarabica e risale al X secolo, ed è cantato su una melodia gregoriana di Modo V.

## Testo
| Testo latino | Traduzione liturgica in italiano (C.E.I.) | Traduzione in inglese |
| --- | --- | --- |
| ℟. Attende, Domine, et miserere, quia peccavimus tibi. Ad te Rex summe, omnium redemptor, oculos nostros sublevamus flentes: exaudi, Christe, supplicantum preces. ℟. Dextera Patris, lapis angularis, via salutis, ianua caelestis, ablue nostri maculas delicti. ℟. Rogamus, Deus, tuam maiestatem: auribus sacris gemitus exaudi: crimina nostra placidus indulge. ℟. Tibi fatemur crimina admissa: contrito corde pandimus occulta: tua Redemptor, pietas ignoscat. ℟. Innocens captus, nec repugnans ductus, testibus falsis pro impiis damnatus: quos redemisti, tu conserva, Christe. ℟. | ℟. A noi, tuo popolo, che a te ritorna dona la pace, Signore. A te, Signore, che ci hai redento, i nostri occhi solleviamo in pianto; ascolta, o Cristo, l’umile lamento. Figlio di Dio, capo della Chiesa, tu sei la via, sei la porta al cielo, con il tuo sangue lava i nostri cuori. Tu sei grandezza, assoluto amore; noi siamo terra che tu hai plasmato: in noi ricrea la tua somiglianza. Ti confessiamo d’essere infedeli, ma il nostro cuore s’apre a te sincero; tu, Redentore, guardalo e perdona. Ti sei vestito del peccato nostro, ti sei offerto come puro Agnello: ci hai redenti, non lasciarci, o Cristo. | ℟. Hear us, O mighty Lord,show us your Mercy: Sinners we stand before you. To thee, Redeemer, on thy throne of glory: lift we our weeping eyes in holy pleadings: listen, O Jesu, to our supplications. ℟. O thou chief cornerstone, right hand of the Father: way of salvation, gate of life celestial: cleanse thou our sinful souls from all defilement. ℟. God, we implore thee, in thy glory seated: bow down and hearken to thy weeping children: pity and pardon all our grievous trespasses. ℟. Sins oft committed now we lay before thee: with true contrition, now no more we veil them: grant us, Redeemer, loving absolution. ℟. Innocent, captive, taken unresisting: falsely accused and for us sinners sentenced, save us, we pray thee, Jesu our Redeemer. ℟. |